# Teren zieleni

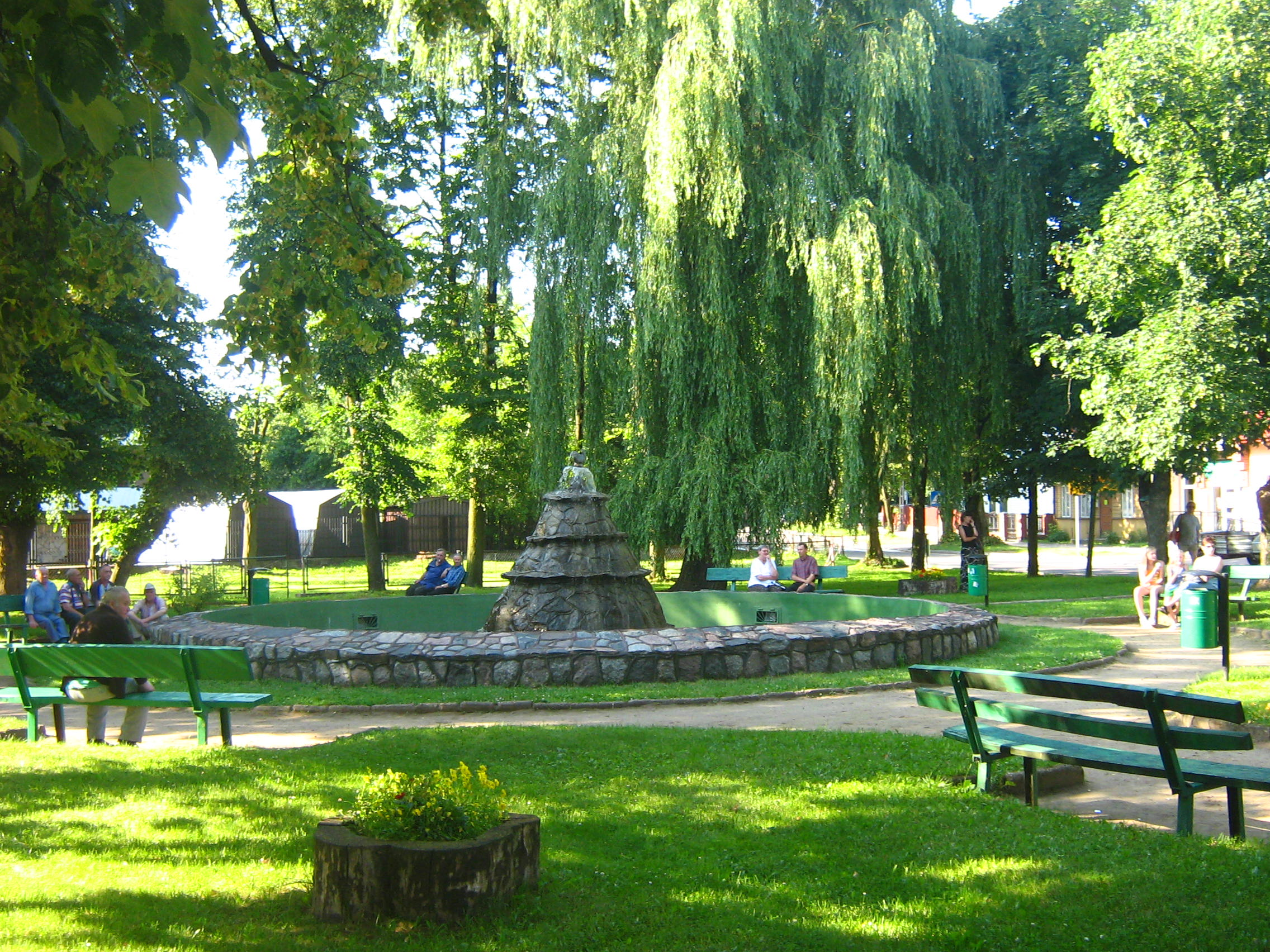
Park miejski jako przykład terenu zieleni publicznej

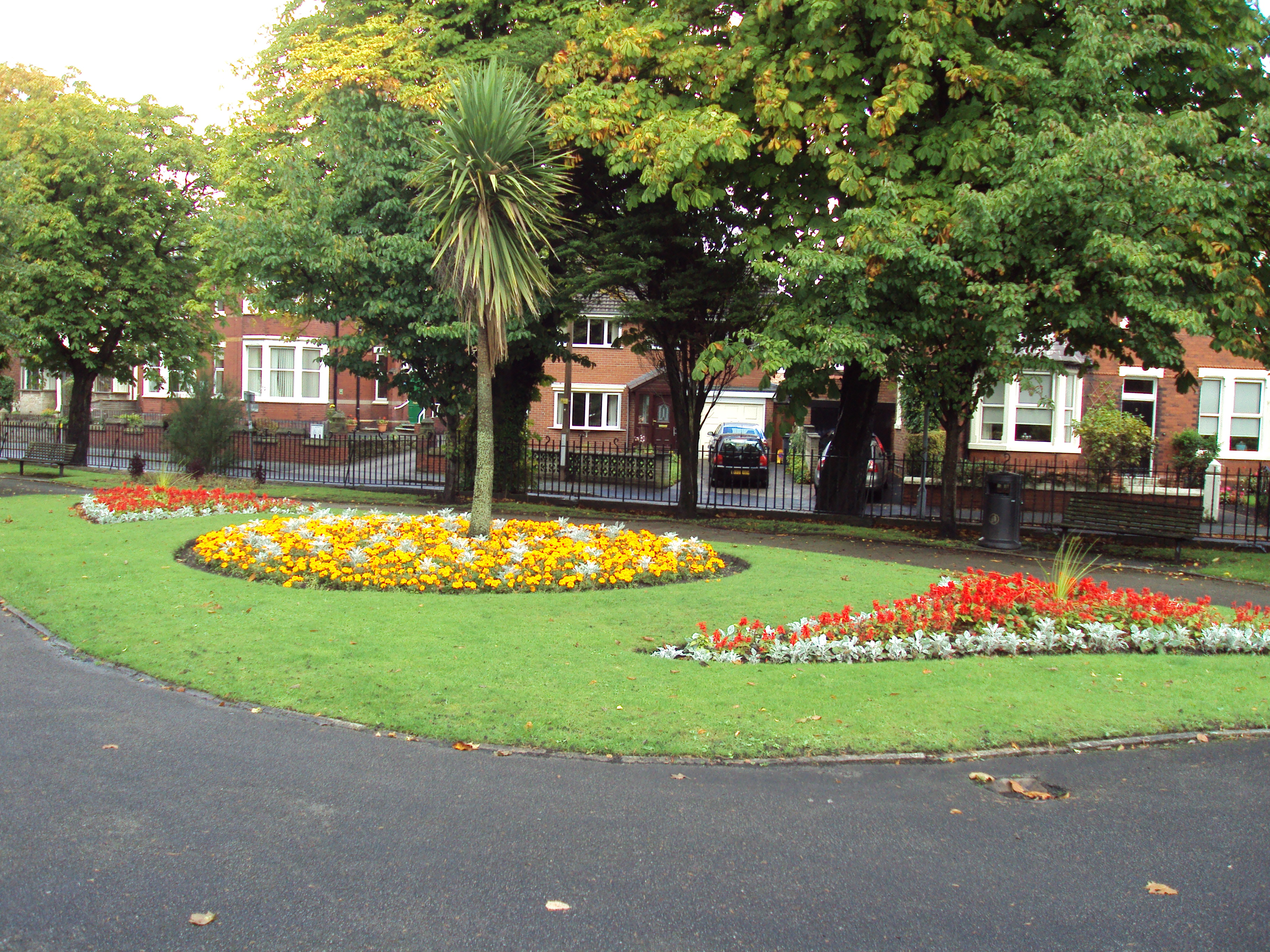
Klomby – zieleń towarzysząca ulicom

Teren zieleni – teren pokryty roślinnością wysoką, średnio wysoką i niską, świadomie komponowany, wydzielony i ukształtowany zgodnie z planami zabudowy miast i osiedli. Spełnia on zazwyczaj wielofunkcyjne zadania w zakresie ochrony oraz kształtowania środowiska i klimatu, pełni funkcje społeczno-usługowe na rzecz mieszkańców. Tereny zieleni występują w obszarach zurbanizowanych jako miejskie tereny zieleni i wypoczynku lub na terenach ekstensywnych, związane wówczas z wiejską siecią osadniczą, terenami produkcyjnymi, rejonami wypoczynku cotygodniowego i okresowego. Do terenów zieleni zalicza się parki leśne, parki, zieleńce, stadiony i place sportowe, ogrody dziecięce, ogrody działkowe, cmentarze, zadrzewienia uliczne itp. Większość tych terenów (jak zieleńce, parki) to zieleń dostępna dla wszystkich, tzw. zieleń publiczna, część natomiast ma charakter zieleni zamkniętej, z której korzysta ograniczona liczba osób (jak np. ogrody działkowe, ogrody przy szpitalach, fabrykach, szkołach). Tereny zieleni są urządzone i zagospodarowane z funduszy publicznych. Troska i piecza nad ich utrzymaniem i estetycznym wyglądem należy do zarządów miast i osiedli. Ukształtowanie zieleni miejskiej przylegającej do bloków mieszkaniowych zależy od inicjatyw indywidualnych i troski mieszkańców lub komitetów blokowych.

## Definicja terenów zieleni w prawodawstwie
Zgodnie z Ustawą o ochronie przyrody tereny zieleni to tereny urządzone wraz z infrastrukturą techniczną i budynkami funkcjonalnie z nimi związanymi, pokryte roślinnością, pełniące funkcje publiczne, a w szczególności parki, zieleńce, promenady, bulwary, ogrody botaniczne, zoologiczne, jordanowskie i zabytkowe, cmentarze, zieleń towarzysząca drogom na terenie zabudowy, placom, zabytkowym fortyfikacjom, budynkom, składowiskom, lotniskom, dworcom kolejowym oraz obiektom przemysłowym.